# San José de Tunas
San José de Tunas es un caserío peruano ubicado en el distrito de Huarmaca, perteneciente a la provincia de Huancabamba del departamento de Piura, al norte del Perú. 

## Ubicación
San José de Tunas se ubica al centro de la provincia de Huancabamba, en el distrito de Huarmaca, en el departamento de Piura.

## Demografía
En 2017 San José de Tunas tenía una población de 62 habitantes.
| Gráfica de evolución demográfica de San José de Tunas entre 1993 y 2017 |
|                                                                         |
| Fuentes: Población 1993 y 2017                                          |